# Final Fantasy (datorspel)
Final Fantasy (ファイナルファンタジー Fainaru Fantajī?) är ett datorrollspel utvecklat av Squaresoft 1987 för Famicom.
Spelet har senare släppts till flera andra spelkonsoler till exempel Playstation och Game Boy Advance.
Final Fantasy var tänkt som Hironobu Sakaguchis sista spel som regissör för Square då företaget var nära konkurs under spelets utvecklingsperiod. Spelet sålde tillräckligt bra för att företaget inte skulle gå i konkurs.

## Uppbyggnad
Spelaren styr en grupp på fyra figurer genom spelvärlden. figurerna ökar i nivå individuellt efter hur mycket erfarenhetspoäng som samlas i de strider som utkämpas mot de monster som man möter i vildmarken. Spelaren behöver även samla information från icke-spelbara figurer som finns att prata med för att komma framåt i spelets berättelse.

### Yrken
I början av spelet väljer man ett yrke och ett namn till varje figur. Det har ingen inverkan på själva berättelsen, utan är bara märkbart i striderna. Efter halva spelet får man ett yrkesbyte där man blir uppgraderad och får nya förmågor.
Före yrkesbytet
- Fighter
- Thief
- Black belt
- Red mage
- Black mage
- White mage

Efter yrkesbytet
- Knight
- Ninja
- Master
- Red wizard
- Black wizard
- White wizard

## Versioner
Spelet släpptes först till Nintendos Famicom i Japan och översattes senare till engelska och släpptes i USA 1990 för Nintendo Entertainment System.
År 2000 släpptes en restaurerad version av spelet till Wonderswan Color och 2002 släpptes ytterligare en restaurerad version till Playstation. År 2004 kom det även till Game Boy Advance.
| År   | Format                         | Skillnader | Övrigt |
| ---- | ------------------------------ | --- | --- |
| 1987 | NES                            | | Originalet. I den amerikanska utgåvan förkortades namnet på en del magier på grund av platsbrist och kyrkorna blev fråntagna sina kors. |
| 1989 | MSX                            | Större färgpalett, musik med fler kanaler, laddningstider och mindre ändringar av spelmekaniken. | |
| 2000 | Wonderswan Color               | All grafik och musik omgjord i samma stil som Final Fantasy-spelen till SNES. Det samma gäller vissa funktioner som att man till exempel kan springa, att affärer är mer än en meny och att alla föremål kan nås av alla ens figurer i strid etcetera. Fler mellansekvenser och dialoger som fördjupar storyn. Många motståndare har mer HP för att kompensera ändringar som gör spelet lättare. | |
| 2002 | Playstation                    | Grafiken i stil med Wonderswan-versionen men med högre upplösning, ny/nymixad musik, förrenderade mellansekvenser, extramaterial i form av ett bestiarium, ett galleri mm. ett extra lätt spelläge med lägre priser och snabbare levling | Paketerad tillsammans med Final Fantasy II i samlingen Final Fantasy Origins.                                                           |
| 2004 | Game Boy Advance               | Grafiken nästan identisk med Wonderswan-versionen, lättare svårighetsgrad, omgjort magisystem, möjlighet att spara varsomhelst (strider undantaget), diverse mindre förändringar och balanseringar av spelmekaniken, fyra nya grottor. | Paketerad tillsammans med Final Fantasy II i samlingen Final Fantasy I & II: Dawn of Souls.                                             |
| 2021 | iOS, Android, Steam            | Släppt under Final Fantasy Pixel Remaster-serien. Grafiken har gjorts om helt och hållet. Musiken har blivit remastrad. Bonusinnehåll som de fyra nya grottorna har tagits bort, då denna version är tänkt att återskapa originalets känsla med ny grafik och musik. Bestiariet, en musikspelare och ett bildgalleri är dock fortfarande kvar.                                                   | |
| 2023 | Nintendo Switch, Playstation 4 | Pixel Remaster-versionen med ny pixel-font. Inkluderar även flera game boosts som gör spelet enklare, som 4 gånger mer EXP och gil. | |